# ثبت‌نام دامنه اینترنتی

ثبت‌نام دامنه اینترنتی (به انگلیسی:Domain Name Registry)، عملیاتی است که به درخواست کاربر و توسط خدمات‌دهنده ثبت دامنه انجام می‌شود. معمولاً ثبت دامنه‌ها به صورت برخط انجام می‌گیرد. بسته به این که دامنه، از نوع سطح‌بالای عمومی یا سطح‌بالای کد کشوری یا سطح‌دوم باشد، وب‌گاه و نهاد خاصی با شرایط خاصی به ثبت آن می‌پردازد.
ثبت دامنه‌های سطح‌بالای کد کشوری، معمولاً به دست نهادهای اینترنتی دولتی انجام می‌گیرند. برای مثال دامنه سطح‌بالای کد کشوری ایران، ‎.ir و مراتب دوم آن، در وب‌گاه مرکز ثبت دامنه‌های مرتبه‌اول کشوری نقطه-آی‌آر (.ir) و نقطه-ایران (. ایران) (ایرنیک) و به دست پژوهشگاه دانش‌های بنیادی انجام می‌گیرد. دامنه‌های سطح‌دوم کد کشوری، بسته به عنوان‌شان، نیازمند مدارکی برای ثبت هستند. مانند دامنه ‎.co.ir که تنها برای شرکت‌های ایرانی و با احراز هویت فرد نماینده شرکت و مدارک شرکت صورت می‌پذیرد.
دامنه‌های سطح‌بالای عمومی، مانند ‎.com و ‎.org و ... معمولاً به دست شرکت خاصی ثبت می‌شوند. برای مثال، ثبت دامنه ‎.org به دست شرکت اینترنتی ثبت منافع عمومی (Public Interest Registry) انجام می‌گیرد.